# すてきな片想い (テレビドラマ)
『すてきな片想い』（すてきなかたおもい）は、1990年10月15日より12月17日まで毎週月曜日21:00 - 21:54に、フジテレビ系列の「月9」枠で放送されていた日本のテレビドラマ。全10回が放送された。
放送後、しばらく映像ソフト化されていなかったが、フジテレビ50周年記念DVDの企画「中山美穂恋ドラDVDコレクション」として、2009年12月2日にポニーキャニオンよりDVD-BOXが発売された。

## 概要
このドラマのテーマは、「切ない恋」。海苔問屋「大黒海苔店 代々木営業所」に勤務する地味なOL・与田圭子が、小さなおもちゃメーカー「BANBI」勤務のサラリーマン野茂俊平と相思相愛になるまでを描く、コメディタッチのせつない純愛ストーリー。
脚本家・野島伸司の初期の作品としても知られている。
フジテレビはこの時期の月9ドラマ「すてきな片想い」、1991年1月 - 3月の「東京ラブストーリー」（脚本：坂元裕二）、1991年7月1日 - 1991年9月16日の「101回目のプロポーズ」（脚本：野島伸司）を「純愛三部作」と名付けた。後の二作のような社会現象と呼ばれるほどのヒットを起こしたわけではないが、平均視聴率21.8%、最高視聴率26.0%を記録し、この年の民放の連続ドラマの最高視聴率ランキングでは水戸黄門・第19部に次いで2位となった。

## キャスト

### 主要人物
与田 圭子／林 ナナ〈21〉

演 - 中山美穂
大黒海苔 代々木営業所に勤めるちょっと地味で平凡なOL。12月24日生まれ。少しノンビリ屋で寂しがり屋な性格。駅で派手に転んでカバンの中身（生理用品もあった）を散らかしてしまったり、スカートのファスナーを閉め忘れたり、おっちょこちょいなところが多い。通勤途中の電車内でその醜態現場に偶然居合わせたのが野茂俊平だった。その直後、異動してきたばかりの仁科友美からの紹介で、とある男性の電話番号を託される。気が進まぬまま電話で話したところ意気投合。この顔も知らない電話の相手とほどなくして会うことになったのが運の付き。待ち合わせ場所で待っていたのは、電車内で派手に醜態をさらした現場を見ていた野茂と同一人物であることをここで初めて知る。その恥ずかしさから野茂の前に行く勇気が持てず、結局、会わずに帰ることとなってしまった。後日、待ち合わせ場所に来なかった理由を野茂から電話で聞かれ、親族の法事があったとはぐらかす。また、野茂が圭子の名前を聞き忘れていたため、改めて聞かれた時に与田圭子とは言えずに、とっさに偽名・「林なな」と答えてしまった。由来はたまたま桂子の部屋の本棚にあった文庫本林真理子と吉本ばななの名前を合わせたものだった。とっさにカタカナのナナと答えてしまう。この小さなウソや、優しく平和主義な性格が災いし、後々に複数のドタバタに発展していくことは圭子自身も想像もつかないのであった。得意料理はエビチリ。恋愛は戦国武将で言うところの「鳴かぬなら鳴くまで待とうホトトギス」の家康タイプ。
野茂 俊平〈27→28（第3話 -）〉
演 - 柳葉敏郎
外資系一流商社・東電プラントを辞めて小さなおもちゃ会社・BANBIに転職。実はかつて婚約者がいたが、野茂自身のことが好きなのではなく、一流企業に勤める男が好きだったと言われ、婚約破棄となった哀しい過去がある。そのため恋愛には臆病であるが、一本気で、男気溢れる性格の持ち主である。好きなテレビ番組は「プロ野球ニュース」。好きな数字は7（なな）。

### 大黒海苔
潮崎 豊〈27〉
演 - 石黒賢
大黒海苔 本社営業部勤務。野茂俊平の親友。偶然、圭子と同じ会社であるが、東京・日本橋にある本社勤務であるため、出会うまでお互いの存在は知らなかった。野茂とは正反対の性格で、軽いノリと得意なダジャレで女性を楽しませることがうまい。が、軽さゆえに中身が薄いととられがちで、結果が残せないタイプ。ひと目惚れした圭子とは紆余曲折あって後に付き合うこととなるが、女心が痛いほど分かり過ぎるため、圭子が他の誰かに気持ちがあることを始めから見抜いていた。そのジェラシーをクリスマスローズの花言葉に願をかけて毎回プレゼントを続けるなど、軽いが繊細なタイプでもある。中目黒在住（忘れた定期で判明）で両親と同居。愛車はトヨタ・クラウンハードトップ（ハーフシートカバー付き）。
仁科 友美〈20〉
演 - 和久井映見
異動時期でもない時に大黒海苔本社から、圭子の勤務先である代々木営業所へ転属となった。社内では「人事部長との不倫が原因」と噂されていたが、真相は食事に行った程度で単なるデマに過ぎなかった。異動初日に周囲から陰口を叩かれる中、唯一優しく接してくれた圭子と親しくなり、野茂を紹介する。その後、圭子の高校時代の同級生、瀬戸に好意を持ち、知り合ってすぐに関係を持つが付き合った上での行為ではない。しかし、ダメ男に尽くしてしまうようで、やさぐれている瀬戸を見かね、不倫の噂の元となった人事部長に頼み込み、就職先を斡旋してもらうなど世話女房タイプである。恋愛は戦国武将で言うところの「鳴かぬなら殺してしまえホトトギス」の信長タイプであるが、それは自分の気持ちを押し殺す…とは本人談。
村瀬 真美〈23〉
演 - とよた真帆
圭子の会社の先輩OL。長身の美人で、後輩たちにいつも恋愛指南をしているが、自信過剰で場の空気が読めないタイプ。大黒海苔のお歳暮商戦では、各地のデパ地下に応援要員として配属される際、割り当てられた場所が千葉だったことから強烈に拒み、部長に頼み込んで圭子や友美と同じ日本橋・三越に変えてもらうなど、プライドはかなり高い。プライベートでは乙女チックなところもあり、プラネタリウムを見に行くなどロマンティストでもある。
栗田 知佳〈20〉
演 - 船田幸
圭子の会社の同僚OL。先輩の真美にくっついて行動する取り巻き3人組の一人。おだてられると調子に乗るタイプ。話に夢中のあまり、職場のサンダルのまま帰ろうとするなど、そそっかしい。
サユリ
演 - 斉藤満喜子
圭子の会社の同僚OL。真美と知佳といつもつるんでいる仲良し3人組の一人。全話出演しているが、なぜか役名はロールテロップには表記が見られないばかりか、初回に真美が更衣室で呼んだ「サユリ」と、最終回に友美が大黒海苔代々木営業所前で呼んだ「サユリ」の2回のみだった。
秋山
演 - 平泉成（第8回 - 9回）
人事部長。大黒海苔社内で友美と不倫関係にあるとの噂が社員同士の間で広がっていたが、当の本人はまったく気付いていなかった。そのお詫びを兼ねて、友美から哲雄の就職斡旋のお願いを聞き入れ協力した。

### 与田圭子の関係者
落合 妙子〈21〉
演 - 相原勇
圭子の高校時代からの親友。高校卒業と同時に上京。仕事は消費者金融業の窓口であり、本人によると「客は借金ハマってる奴ばかりで出会いがなく、こんな仕事を紹介した高校の進路課のジジィ!! 末代まで祟ってやる」と圭子に愚痴っている。その妙子の職場シーンは実在するプロミス（現在のSMBCコンシューマーファイナンス）の店舗（支店名は不明）で行われていたが、ドラマ上では特に表記がされなかった。ボーイッシュな風貌やガサツな性格で男に惚れやすく、場の空気が読めない直球勝負をするタイプ。野茂の誕生日には1万円もしたという派手な柄のネクタイをプレゼント。しかし「宴会用だな」と言われてしまい男心の読みはまったく出来ない。見た目や性格に反してメンタル面では非常に女性らしい。また、潮崎が圭子にいつもプレゼントしていたクリスマスローズのせつない花言葉にいち早く気付いたのが妙子だった。圭子との誓いの言葉は神父の言葉を真似た「健やかなる時も、病める時も、恋人作る時も素早くその友達を紹介して、共に幸せを分かち合えること」である。恋愛は戦国武将で言うところの「鳴かぬなら鳴かせてみよう野茂俊平（ホトトギス）」の秀吉タイプ。
瀬戸 哲雄〈21〉
演 - 東幹久
圭子と妙子の高校時代の同級生。高校時代は野球部のエースピッチャーであり人気があった。高校卒業後、東京の大学野球に進むが大学2年の時に肩を壊して大学を中退。クラブの店員としてバイトし女遊びの日々を過ごすなど、やさぐれた生活を送っていた。そんな時に東京で圭子と妙子の行きつけの飲み屋で、他の女とデート中に偶然再会したことをきっかけに圭子に急接近。高校時代、妙子が瀬戸のことが好きだったことを圭子は知っていたため、片思いのまま終わったが、実は瀬戸も圭子のことが好きだったことをこの時告げられる。また、圭子が高校時代にモテなかったのは哲雄が同級生の男に自分が圭子の恋人だと勝手に言いふらしていたからだとも告白された。圭子の同僚、友美が瀬戸に惚れ込みすぐに関係を持つが、プレイボーイながら圭子への想いが捨てきれない一途な面もある。愛車はセリカ コンバーチブル。

### BANBI
園部 育美〈26〉
演 - 原田貴和子
BANBI勤務のキャリアウーマン。会社ではチーフを務めており、野茂より年下ながら、上司の立場にある。クールな雰囲気が漂う『大人の女』であり、野茂に好意を寄せているものの素直になれず、付かず離れずの微妙な関係が続く。本人曰く「可愛げのない女」。BANBIの親会社の専務の愛娘でもある。
佐々岡 ケン〈25〉
演 - 中野英雄
野茂俊平の会社の同僚。通称ケンちゃんと呼ばれる。育美に惚れており、飲みに誘ったり果敢にアタックするが、まったく相手にされない。野茂と育美の微妙な空気を察するのが早く、仕事中に二人がお互いを見た回数を数えて、その心理をズバリと見抜く鋭さがある。
宮
演 - 佐戸井けん太
部長。野茂が勤める会社BANBIの上司。仕事中にツメを切って深爪したり、部下に嫌味を言ったり、仕事をさぼっていると「仕事しろ」と言ったりするが、そういう自分はあまり仕事をしている様子がない。最終回ではクリスマスイブの夜にもかかわらず一人会社に残り、野茂が企画したメッセンジャードール・パパ大好きの返品を小売店から先伸ばしをしてもらうよう、電話でお願いしていたのが唯一仕事らしい仕事をしていたシーンだった。また、そのパパ大好きを娘のためにもらって帰る良き父親の一面もある。

### その他
星の王子様
演 - 酒井敏也（最終回のみ）
真美の恋人。最終話にのみ登場した。真美がプライベートで行ったプラネタリウムがきっかけで知り合い、付き合うようになったため「星の王子様」と称していた。愛車は横浜ナンバーの白のカローラセダン。

## スタッフ
- 脚本 - 野島伸司
- 音楽 - 鴨宮諒 （マンナ）
- 演出 - 河毛俊作（フジテレビ）、本間欧彦（フジテレビ）、石坂理江子（フジテレビ）
- 主題歌 - 中山美穂「愛してるっていわない!」（キングレコード）
- 挿入曲 - Bill LaBounty「This Night Won't Last Forever」（邦題：『涙は今夜だけ』）
- プロデューサー - 大多亮（フジテレビ）
- 製作著作 - フジテレビ

## 放送日程
| 第1話                                                      | 1990年10月15日 | 本当のスキはうまく言えない   | 河毛俊作   | 18.0% |
| 第2話                                                      | 1990年10月22日 | 彼が私の親友を好きになった   | 河毛俊作   | 20.4% |
| 第3話                                                      | 1990年10月29日 | 世界で一番悲しいキスを見た   | 本間欧彦   | 18.8% |
| 第4話                                                      | 1990年11月05日 | 親友を裏切れば彼に告白できる | 石坂理江子 | 21.8% |
| 第5話                                                      | 1990年11月12日 | 淋しい夜は別の人の胸で泣く!  | 河毛俊作   | 21.8% |
| 第6話                                                      | 1990年11月19日 | 今夜ズバリ告白しちゃいます   | 河毛俊作   | 21.1% |
| 第7話                                                      | 1990年11月26日 | 好きな人の親友に告白された   | 本間欧彦   | 20.0% |
| 第8話                                                      | 1990年12月03日 | 今さら好きなんて泣いちゃうよ | 石坂理江子 | 15.0% |
| 第9話                                                      | 1990年12月10日 | あなたをずっと愛していました | 河毛俊作   | 24.6% |
| 最終話                                                     | 1990年12月17日 | クリスマスは愛と涙でいっぱい | 河毛俊作   | 26.0% |
| 平均視聴率 21.8%（視聴率は関東地区・ビデオリサーチ社調べ） |                |                              |            |       |

## その他
- 主要キャスト（中山美穂、柳葉敏郎、石黒賢）の役名の名字は、1990年のプロ野球の新人投手（与田剛：中日、野茂英雄：近鉄、潮崎哲也：西武）から取られている。その他のキャストも当時現役だったプロ野球選手の名字から付けられている。
- 電車、バス、ホームの撮影は京王帝都電鉄（現・京王電鉄）の全面協力によって行われていた。また撮影時は臨時列車を走らせて行われていた。
- 与田桂子と野茂俊平の自宅最寄り駅の設定は京王線府中駅 (東京都)（最終回にて与田の定期から判明）であった。しかし、実際に撮影に使われた駅舎は府中駅から近い京王 競馬場線府中競馬正門前駅で行われていた。
- 詳細は京王電鉄「CM・ドラマ撮影」を参照。
- 野茂俊平の自宅の設定は府中市 (東京都)だが、ドラマ中に出た電話番号では国分寺市であった。
- 主人公が住む自宅の設定は府中市に実在する建物で外観の撮影のみ行われていたが、2016年頃に与田圭子が住んでいたアパートの方は取り壊され現在その姿はない。
- ドラマ中に登場する自動車はタクシーにいたる全てが、当時最新のトヨタ車に統一されていた。これはフジテレビ月曜9時枠がトヨタ自動車のスポンサーのためである。なお、登場人物が乗る車両は以下の通り。
  - 潮崎 豊 →トヨタ・クラウン4ドアハードトップ（S130型）
  - 瀬戸哲雄→トヨタ・セリカコンバーチブル（ST162C型）
  - 星の王子様→トヨタ・カローラセダン（E90型）
  - BANBI営業車→トヨタ・ハイエース（H100型）
  - タクシー→トヨタ・クラウンセダン（S130型）
- ドラマオープニングに登場する、おもちゃ屋は東京都中央区銀座の博品館TOY PARKで行われた。
- 第4回で瀬戸が圭子を連れ込もうとしたラブホテルは横浜市保土ケ谷区の「ホテル・ニュー京浜」であった。
- 野茂俊平が勤める「BANBI」が扱うおもちゃはバンダイが全面協力していた。
- ドラマの小道具として使用された「ポパイとオリーブのフェイスマグカップ」は、実際にキデイランド等の雑貨店で販売されてヒット商品になった。また劇中で「キデイランドは返品が多いから」という、野茂俊平のセリフもあった。
- DVD発売にあたって洋楽の挿入曲の大部分が他の曲に差し替えられている。
- 主演を務めた中山と柳葉は2021年放送のテレビドラマ『ザ・ハイスクール ヒーローズ』で約31年ぶりに再共演を果たした。